# Champ (culinária)

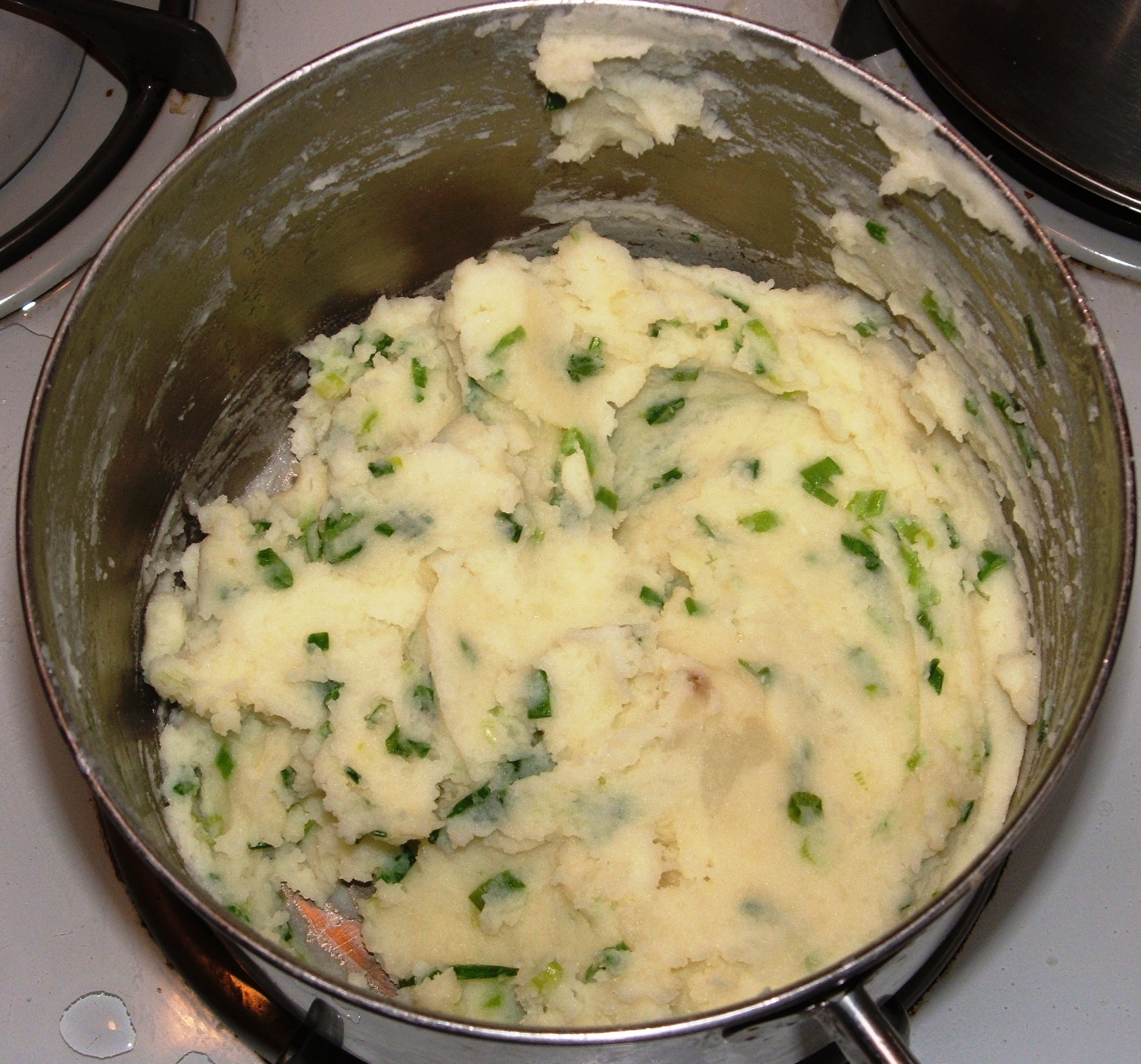
Champ

Champ (em língua inglesa) ou brúitín (em língua irlandesa) é um prato tradicional das culinárias da Irlanda e da Irlanda do Norte.
É preparado misturando batatas cozidas esmagadas e cebolinho picado, com manteiga, leite e, opcionalmente, sal e pimenta preta.
É considerado um prato substancial, barato e simples de preparar. É também designado como poundies, colly ou pandy, dependendo da região.
O champ é semelhante a outro prato irlandês, o colcannon, que é preparado com couve, em vez de cebolinho.
É normalmente consumido como um prato por si só, podendo, no entanto, servir como acompanhamento de outros pratos, tais como salsichas. No passado, podia constituir o prato principal de uma família pobre várias vezes por semana. Pois segundo "Trailts and stories of the Irish peasaintry" [1], essa massa também pode ser além de cozida, também assada e transformada em pães muito saborosos de diversos tamanhos inclusive em forma de bisnagas tipo frances, e demais conhecidos tanto no Reino Unido sendo um produto popular Britânicas nas padarias do Reino Unido e Brasil, produtos e subprodutos, da chamada "Batata Inglesa", no Brasil conhecida, herança do "Brasil - inglês" (1808), na obra de "500 receitas de Dona Anita Ribeiro de Menna Barreto", em Editora do Globo de Porto Alegre, 1950.